# Großer Riesenberg

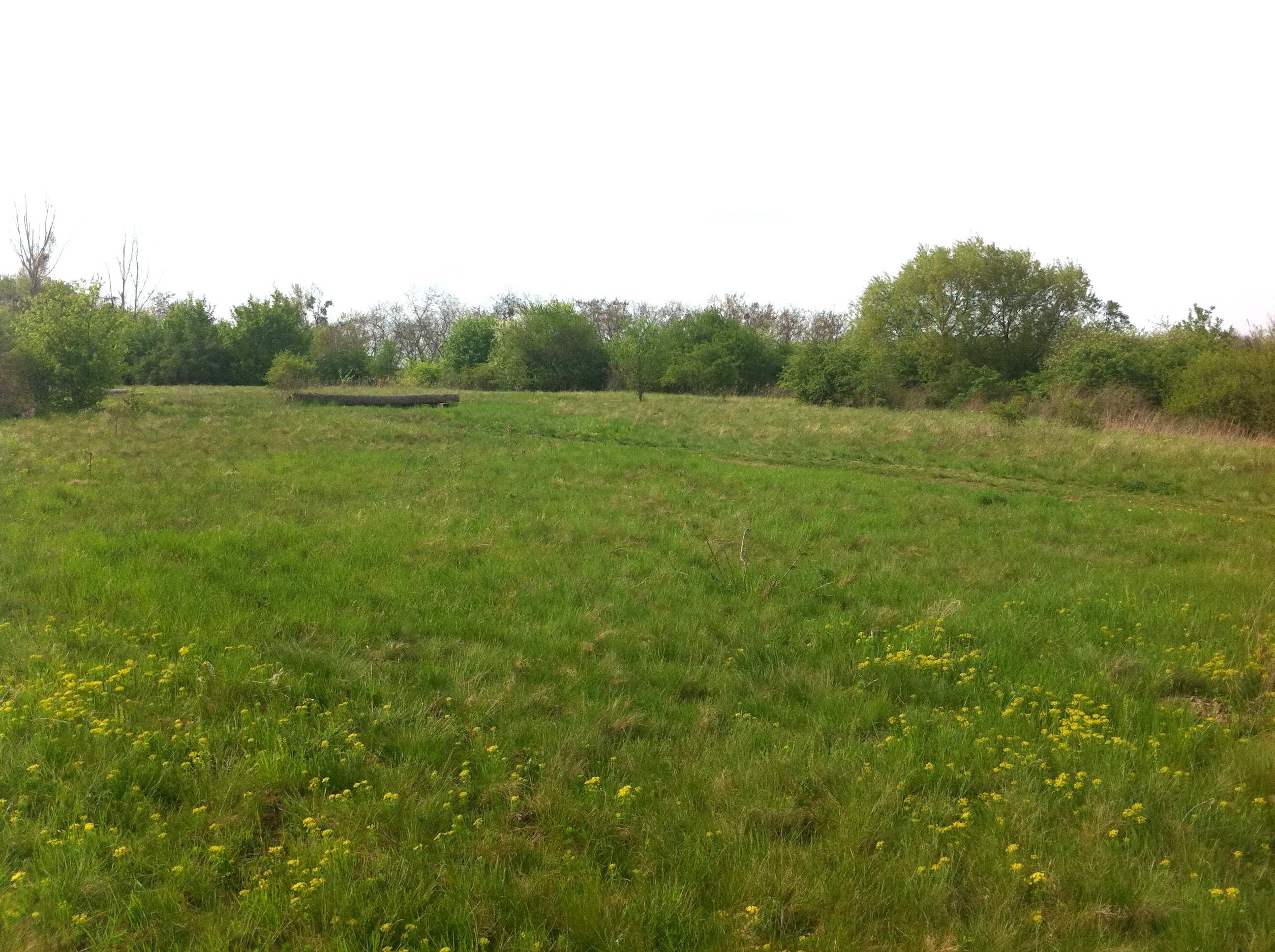
Gipfel des Großen Riesenbergs

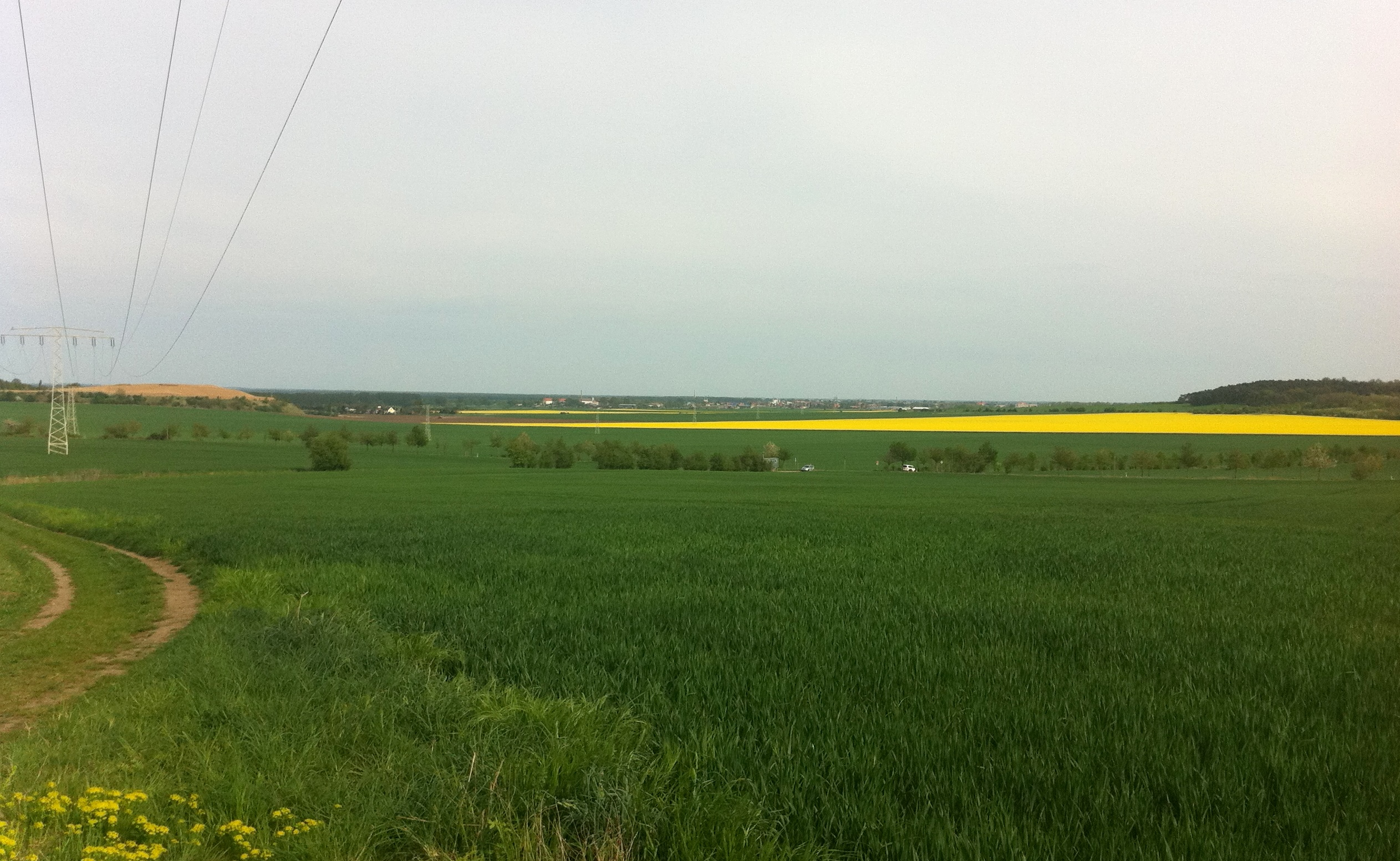
Blick nach Südosten entlang der Hochspannungsleitung, links die SKL-Deponie Westerhüsen, in der Mitte am Horizont Schönebeck (Elbe), rechts Ausläufer des Frohser Bergs

Der Große Riesenberg ist eine Erhebung im Süden der Stadt Magdeburg.
Der Hügel gehört zur Gemarkung des Stadtteils Salbke und erreicht eine Höhe von 89 Metern. Westlich befindet sich Beyendorf-Sohlen, östlich Westerhüsen. Nördlich des Großen Riesenbergs erstrecken sich die Sohlener Berge, von denen er durch ein Taleinschnitt getrennt ist, zu denen er aber üblicherweise als zugehörig gezählt wird. Im Bereich des Tals verläuft ein alter Hohlweg, von dem vermutet wird, dass er mit Salztransporten aus dem Bereich der Sülze zum an der Elbe bei Pötritz gelegenen Umschlagplatz in Zusammenhang steht.
Unmittelbar südöstlich des Hügels liegt das Flurstück Die Semmel, südlich das Gebäude einer ehemaligen Ziegelei mitsamt einer alten Tongrube.
Direkt über den Gipfel verläuft eine Hochspannungsfreileitung. Dadurch wird die Spitze des Großen Riesenbergs von Bewuchs freigehalten. Es besteht insofern eine gute Sicht in südliche Richtungen.
Anders als es der Namen suggeriert ist der Große Riesenberg auch in der näheren Umgebung nicht die höchste Erhebung. Die Sohlener Berge erreichen eine Höhe von 97,8 Metern, der weiter südlich gelegene Frohser Berg 115,5 Meter. Etwas südlich des Großen Riesenbergs befindet sich der Kleine Riesenberg.
Während des Zweiten Weltkriegs befand sich auf dem Großen Riesenberg zumindest von 1941 bis 1945 die Schwere Reserve-Batterie Flakabteilung 629. Die ab 1943 als Schwere Flakbatterie s3/205/III geführte Einheit war mit vier 8,8-cm-Geschützen bewaffnet und verfügte an ihrem westlichen Ende über eine Scheinwerfereinheit sowie einen Sperr- oder Fesselballon. Außerdem wurde ein Würzburg-Radar eingesetzt. Vermutlich in der Nacht vom 27. auf den 28. März 1943 erfolgte der erste Einsatz der Batterie. Im Wirkungsbereich der Batterie, der sich jedoch mit den Bereichen anderer Batterien überlappte, wurden drei Abschüsse alliierter Flugzeuge registriert. Am 21. Januar 1944 stürzte eine britische Halifax bei Frohse, am 24. März 1944 eine britische Lancaster nördlich von Welsleben und am 12. August 1944, nach anderen Angaben am 12. September 1944, eine US-amerikanische B-17 bei Ottersleben ab. Kurz vor Kriegsende wurde die Flak abgezogen.